# جان فرانسوا ليوتار
جان فرانسوا ليوتار (بالفرنسية: Jean-François Lyotard) (10 أغسطس 1924 إلى 21 أبريل 1998) فيلسوف وعالم إجتماع ومنظر أدبي فرنسي . اشتهر بأنه أول من أدخل مصطلح ما بعد الحداثة إلى الفلسفة والعلوم الاجتماعية وعبر عنها في اواخر سبعينيات القرن العشرين، كما حلل صدمة ما بعد الحداثة على الوضع الإنساني. وساهم مع كل من جاك دريدا وفرانسوا تشالي وجيل دولوز في تأسيس المعهد العالمي للفلسفة.

إسهامه الرئيسي في الفلسفة هو نقده للحداثة وكتابته عن سقوط الآيدولوجيات الكبرى التي يسميها السرديات الكبرى، ومن خلالها ينتقد فكرة التنوير نفسه ؛ لأن كل هذه الآيدولجيات من نتاج التنوير وكلها كان لها هدف واحد هو التحرر وتحقيق سعادة الإنسان ولكن يرى ليوتار أنها سقطت وفشلت فشلاً ذريعاً، ويدعوا للخروج من هذه الحداثة التي أدت للهولوكوست، وهيروشيما وناجازاكي.

توجه لجان فرانسوا ليوتار انتقادات ترتكز على انه متشائم جداً بخصوص الحداثة ولا ينظر إلا للجزء الفارغ من الكوب، مثل كل المفكرين ذوي الخلفية الماركسية الذين انتقدوا التنوير والحداثة خاصة رواد النظرية النقدية ومدرسة فرانكفورت، فإذا كانت الآيدولوجيا الشيوعية قد سقطت فالديمقراطية الليبرالية لم تسقط ويرى كثيرون انها الآن أقوى مما كانت عليه ولا يزال لديها الكثير لتقدمه لصالح أهداف التنوير.

## حياته
ولد جان فرانسوا ليوتار في فرساي العاصمة التاريخية لفرنسنا في 1924، ودرس الابتدائية في مدرسة بوفون وولويس العظيم في باريس ،درس ليوتار الفلسفة في جامعة السوربون . وكانت أطروحته لدرجة الماجستير بعنوان: اللامبالاة كمفهوم أخلاقي، حلل فيها أنواع اللامبالاة في بوذية زن، والرواقية ، الطاوية والأبيقورية ، بعد تخرجه شغل منصب بحثي في المركز القومي الفرنسي للبحث العلمي.في العام 1950 شغل ليوتار وظيفة مدرس الفلسفة في قسنطينة شرق الجزائر، نال ليوتار الدكتوراة في الأدب، وتزوج مرتين في حياته.

### مسيرته السياسية
بدأ جان فرانسوا ليوتار حياته السياسية ماركسياً وانضم إلى جماعة تعرف باسم الاشتراكية أو البربرية Socialism or Babarism في العام 1954 والتي سعت إلى إخضاع الماركسية لنوع من النقد الذاتي الداخلي والمراجعة الفكرية الشاملة لبعض مقولاتها الأساسية باعتبار أن تحليل تروتسكي لظهور أنواع جديدة من الهيمنة في الإتحاد السوفيتي غير كاف. وبذلك كان ليوتار فردا من مجموعة واسعة من المثقفين الماركسيين والشيوعيين الذين انتقدوا وعبروا عن شجبهم للممارسات السياسية والمواقف الفكرية للحزب الشيوعي الفرنسي بعد الحرب العالمية الثانية، ومن أبرزهم روجيه غارودي ولوي ألتوسير وهربرت ماركوزه، بالإضافة إلى ليوتار وبودريلار. عمل ليوتار مراسلا للصحيفة الصادرة عن الجماعة نفسها في الجزائر وبذلك كان قريبا جداً من أحداث حرب الجزائر في الخمسينيات والستينيات من القرن العشرين. وكشفت مقالاته الصحفية آنذاك عن الفجوة الفكرية والسياسية بين الماركسية الأرثوذكسية وبين فكره السياسي والنظري. مال ليوتار إلى المساءلة والتشكيك بالمبادئ الماركسية وكان اعتراضه ينصب على طريقة تعامل الحزب الشيوعي الفرنسي مع الحرب في الجزائر بوصفها ثورة البروليتاريا ضد الرأسمالية، بينما كانت في الواقع ثورة فلاحين ومزارعين لا علاقة للتحليل الماركسي للصراع الطبقي في المجتمع الصناعي الحديث بها. كما رفض ليوتار موقف الحزب الشيوعي من انتفاضة الطلبة في فرنسا عام 1968 - التي لعب فيها دوراً كبيراً - والذي جاء مساندا للمؤسساتية وللحكومة، وفي نفس الفترة أعلن خروجه على الماركسية بعد أن انفرط عقد جماعة الاشتراكية أو البربرية، التي تركها عام 1964 وانضم إلى جماعة يسارية أخرى وتركها أيضاً في 1966 بعد عامين.
 ثم انشق نهائياً عن الماركسية مع ظهر كتابه الاقتصاد الليبيدوي في 1974 .

### مسيرته الأكاديمية
درس ليوتار الفلسفة في قسنطينة في الجزائر. في بداية السبعينيات بدأ ليوتار التدريس في جامعة باريس باريس السابعة حتى عام 1987 عندما أصبح أستاذًا فخريًا، وخلال العقدين التاليين ألقى المحاضرات خارج فرنسا، بصورة أساسية كأستاذ للنظرية النقدية في جامعة كاليفورنيا بإرفين، وكأستاذ زائر في عدد من الجامعات حول العالم من بينها: جامعة كون هوبكنز، جامعة كاليفرونيا ببيركلي، جامعة ييل، جامعة ستوني بروك، وجامعة كاليفورنيا بسانت ديغو، وجامعة مونتريال في كويكبيك بكندا، وجامعة ساولو باولو البرازيلية. وهو أيضاً مدير مؤسس وعضو مجلس المعهد العالمي للفلسفة بباريس. امضى الفترة التي سبقت موته بين باريس وأتنلانتا عندما كان يدرس الفلسفة واللغة الفرنسية في جامعة إموري.

### خواتيم حياته وموته
عاد ليوتارد بصورة متكررة لمفهوم ما بعد الحداثة في مقالات تم جمعها بالإنجايزية تحت عناوين: شرح ما بعد الحداثة للأطفال ، ونحو ما بعد الحداثة ، وقصص ما بعد حداثية للاطفال . توفي جان فرانسوا ليوتارو بينما كان يعد نفسه لمؤتمر علمي حول ما بعد الحداثة والإعلام بصورة فجائية متأثراً باصابته بسرطان الدم التي تفاقمت بسرعة شديدة وذلك في 1998 وقد نشر كتابه الذي لم يكتما عن القديس أوغطسين في نفس العام.

## روابط خارجية
- جان فرانسوا ليوتار على موقع الموسوعة البريطانية (الإنجليزية)
- جان فرانسوا ليوتار على موقع مونزينجر (الألمانية)
- جان فرانسوا ليوتار على موقع ميوزك برينز (الإنجليزية)
- جان فرانسوا ليوتار على موقع إن إن دي بي (الإنجليزية)
- جان فرانسوا ليوتار على موقع ديسكوغز (الإنجليزية)